# Щасливе (Миколаївський район)
Щасливе (колишня назва — Чапаєвка) — село в Україні, у Березанській селищній громаді Миколаївського району Миколаївської області. Населення становить 1067 осіб. На південно-східній околиці села бере початок Балка Кільчень.

## Історія
Згідно із законом «Про засудження комуністичного та націонал-соціалістичного (нацистського) тоталітарних режимів в Україні та заборону пропаганди їхньої символіки» у 2016 році село отримало сучасну назву.

## Населення

### Мова
Розподіл населення за рідною мовою за даними перепису 2001 року:
| Мова            | Кількість | Відсоток |
| --------------- | --------- | -------- |
| українська      | 996       | 93.35%   |
| російська       | 58        | 5.43%    |
| румунська       | 5         | 0.47%    |
| білоруська      | 1         | 0.09%    |
| болгарська      | 1         | 0.09%    |
| інші/не вказали | 6         | 0.57%    |
| Усього          | 1067      | 100%     |